# WWF SmackDown! (игра)
WWF SmackDown! (Exciting Pro Wrestling в Японии) — компьютерная игра 2000 года для PlayStation в жанре симулятора рестлинга, разработанная Yuke’s, и изданная THQ. Игра основана на еженедельных выпусках телевизионной программы SmackDown! промоушна World Wrestling Federation (WWF, ныне WWE).
Видеоигра положила начала серии SmackDown!, которая стала плодом многолетнего сотрудничества WWE и THQ.

## Геймплей
Самым известным симулятором рестлинга до выхода WWF SmackDown!, была игра компании Acclaim WWF Attitude. В ней схема управления копировала Tekken. Каждая кнопка контроллера отвечала за свою конечность персонажа. Разработчики WWF SmackDown! решили внедрить оригинальную систему управления. Для выполнения захвата достаточно было нажать кнопку  отдельно или вместе с кнопкой движения. При этом за каждой комбинацией клавиш был закреплён разный рестлинг-приём. Кнопка  отвечала за удары ногами и руками. Кнопка  — за бег и взаимодействие с элементами ринга. Кнопка  позволяла уклоняться от атак противника и переводить их в свои боевые приёмы.
Другой особенностью игры была возможность перемещаться по закулисным территориям. Это было новинкой для симуляторов рестлинга от WWE (впервые эта функция появилась в видеоигре конкурирующей компании WCW Mayhem). У каждого персонажа игры во время появления было своё музыкальное сопровождение и видеоролик, которые соответствовали их прообразам из телевизионного шоу федерации. Видеоигра поддерживает многопользовательский режим до четырёх человек (через PlayStation Multitap). В игре существует рейтинг рестлеров, который влияет на игровой процесс. Например, чтобы сражаться за титул чемпиона WWF, нужно чтобы выбранный рестлер занимал не ниже 5-го места в рейтинге. Основной режим игры — «Сезон», который позволяет принять участие в сюжетных линиях WWF 1990 года. В игре также доступен режим создания PPV, в котором можно распланировать собственное рестлинг-шоу. Данная опция позволяет собрать кард из нескольких матчей по рестлингу и выбрать их участников. Также можно настроить тип поединка (со столами, многосторонний и т. п.), сделать его титульным (если в матче задействован действующий чемпион, и его соперники соответствуют условиям согласно рейтингу бойцов), оформление ринга и арены. Созданное шоу можно сыграть полностью самому, либо запустить симуляцию исходов событий. Шоу и каждый матч по отдельности получают «оценку» зрителей. PPV и матчи с самыми высокими оценками попадают в специальные рейтинги.

## Режим создания персонажей
В игре доступно четыре слота для создания рестлеров. В случае отсутствия свободных мест для нового персонажа пользователь может удалить одного из ранее созданных. Весь процесс создания рестлера можно разделить на четыре этапа. На первом этапе заполняется общая информация о персонаже. В этом разделе для рестлера можно задать имя, пол, возраст, место рождения, любимую звезду из ростера, а также музыкальную видеовставку, под которую он или она будет выходить на поединок. Второй этап представляет собой создание внешности персонажа на основе готовых шаблонов головы, туловища и ног. Там же можно установить рост и цвет кожи персонажа. Внешность скрытых рестлеров, полученную в результате прохождения «Сезона», можно использовать в качестве шаблонов для воссоздания реальных прообразов или создания оригинальных рестлеров. Третий этап — определение боевого стиля персонажа. Даётся некоторое количество очков, которые можно распределить по следующим пунктам: Сила, Ловкость, Техничность, Твердость. Эти навыки имеют пять уровней и каждый из них открывает определённые атаки и приёмы, соответствующие выбранному стилю. Например, для открытия одного из самых опасных приёмов игры — Stone Cold Stunner — требуется Сила 5-го уровня. Дополнительные очки можно получить в ходе прохождения режима «Предсезонки», который открыт только для новых рестлеров. На четвёртом этапе пользователь может выбрать боевые приёмы для персонажа. Доступный набор приёмов полностью зависит от распределённых очков навыков на предыдущем этапе. Кроме того в этом разделе можно установить фирменные жесты рестлера, как он будет выходить перед боем и как будет праздновать победу. Единственный недостаток — выбираемые приёмы нельзя увидеть предварительно.

## Список игровых персонажей
| - «Ледяная Глыба» Стив Остин - «Скала» Дуэйн Джонсон - «Гробовщик» Марк Кэлвей - «Трипл Эйч» Пол Левек - «Биг Шоу» Пол Уайт - «Мэнкайнд» Мик Фоли - «Икс-Пак» Шон Уолтман - «Билли Ганн» Монти Сопп - «Дорожный Пёс» Брайан Джеймс - «Кейн» Глен Джейкобс - «Крис Джерико» Кристофер Ирвайн - «Вал Венис» Шон Морли | - «Крестный отец» Чарльз Райт - «Ди’ло Браун» Эйси Коннор - Марк Генри - «Кен Шемрок» Кеннет Килпатрик - «Большой Босс» Рэймонд Трейлор - «Эл Сноу» Аллен Сарвен - «Хардкор Холли» Роберт Говард-мл. - Стив Блэкмен - «Тест» Эндрю Мартин - «Эдж» Адам Коуплэнд - «Кристиан» Уильям Джейсон Ресо - «Гангрел» Дэвид Хит | - «Фаарук» Рон Симмонс - «Брэдшоу» Джон Лэйфилд - Мэтт Харди - Джефф Харди - «Бубба Рэй Дадли» Марк Ломонако - «Ди-вон Дадли» Дивон Хьюз - Винс Макмэн - Шэйн Макмэн - «Пол Берер» Уильям Муди - «Чайна» Джоан Лорер - Дебра Маршалл - «Тори» Терри Поч |

## Скрытые рестлеры
| - «Синий Вредина» Брайан Хефрон - «Джеральд Бриско» Флойд Бриско - «Айвори» Лиза Моретти - «Жаклин» Жаклин Мур | - «Мидеон» Деннис Найт - «Пат Паттерсон» Пьер Клермон - «Принц Альберт» Мэттью Блум - «Стиви Ричардс» Майкл Манна | - «Висцера» Нельсон Фрейзер - «Ледяная Глыба» Стив Остин (Альтернативный внешний вид) - «Скала» Дуэйн Джонсон (Альтернативный внешний вид) - Стефани Макмэн |

## Отзывы
| Сводный рейтинг    | Сводный рейтинг |
| Агрегатор          | Оценка          |
| ------------------ | --------------- |
| GameRankings       | 86,63 %         |
| Иноязычные издания |                 |
| Издание            | Оценка          |
| AllGame            | [ 4 ]           |
| EGM                | 8,75/10         |
| Eurogamer          | 9/10            |
| GameFan            | 90 %            |
| Game Informer      | 9/10            |
| GamePro            | [ 9 ]           |
| GameRevolution     | A−              |
| GameSpot           | 8,7/10          |
| IGN                | 8,8/10          |
| OPM                | [ 13 ]          |

WWF SmackDown! получила положительные отзывы критиков на GameRankings.